# دولة شروانشاه
دولة شروانشاه (بالأذرية: Şirvanşahlar dövləti) هي دولة التي كانت موجودة في جنوب شرق القوقاز، بأراضي جمهورية أذربيجان الحالية في الوقت المحدد من 861 - إلي 1538.

## تاريخ الدولة
تمتد أراضها من نهر دربنت إلى نهر كور في الشرق، من ساحل بحر قزوين على طول منطقة شيرفان التاريخية، أحيانا إلى مدينة كنجة، في أوقات مختلفة كان مغطى شاكي وقاراباغ و بيلقان أيضا.
كانت عاصمتها شاماخي، و باكو لاحقا. يعتبر مؤسس دولة شروانشاه حيسام بن خالد ووالحاكم الأخير هو شاروخ بن فاروق يسار.
تم إنهاء وجود دولة شيرفانشاه بغزو الحاكم الدولة الصفوية طهماسب الأول في شيرفان.
تم إثراء وتطوير الثقافة الأذربيجانية تحت رعاية الشيرفانشاه.
الشعراء الذين ولدوا وخلقوا دولة شروانشاه نظامي الكنجوي خاقاني فضل الله نعيمي الاسترآبادي عماد الدين نسيمي.
بقي المعالم التاريخية والمعمارية القيمة كقصر الشروانشاهيين، مسجد بيبي-هيبت، قلعة باكو من فترات شروانشاه حتى يومنا.
كانت اللغة الأدبية الرسمية في ولاية شيرفانشاه هي الفارسية.
استخدمت اللغة العربية في اللاهوت والاحتفالات الدينية. كانت اللغة المنطوقة الحية التركية - الأذربيجانية. كتبت أعماله باللغتين الفارسية والعربية.